# Rachel Chan
Rachel Chan (15 de noviembre de 2003) es una deportista canadiense que compite en bádminton. Ganó una medalla de bronce en los Juegos Panamericanos de 2023, en la prueba individual.

## Palmarés internacional
| Juegos Panamericanos | Juegos Panamericanos | Juegos Panamericanos | Juegos Panamericanos |
| Año                  | Lugar                | Medalla              | Prueba               |
| -------------------- | -------------------- | -------------------- | -------------------- |
| 2023                 | Santiago (Chile)     | Medalla de bronce    | Individual           |